# Broadcast Music, Inc.
Broadcast Music, Inc. (BMI) — одна из трёх американских организаций защиты авторских прав, наряду с Американским обществом композиторов, авторов и издателей и SESAC. Она собирает лицензионные сборы с исполнителей и вещателей от имени авторов песен, композиторов и музыкальных издателей и распределяет их среди тех членов, чьи произведения были исполнены. В 2015 финансовом году BMI собрала более $1.013 млрд в виде лицензионных платежей и распределила около $877 млн.
Охваченные BMI композиторы создают музыку во многих жанрах, начиная от поп-мейнстрима, дэт-метала и хип-хоп. Компания представляет таких исполнителей, как Селена, Деми Ловато, Fifth Harmony, Лил Уэйн, Birdman, Мэрайя Кэри, Леди Гага, Тейлор Свифт, Эминем, Рианна и Шакира; такие разные группы, как группы Maroon 5, в Evanescence, Nickelback от и Линкин Парк; Сэм Кук, Уилли Нельсон, фэтс Домино и Долли Партон; а также композиторов, таких как Гарри Грегсон-Уильямс, Джон Уильямс и Дэнни Эльфман и композиторов Ричарда и Роберта Шерманов. Broadcast Music, Inc. также представляет музыкальный каталог Майкл Джексон'а музыкального издательства Сони/АТВ, а также другие крупные музыкальные каталоги.
Адрес компании: 320 West 57th Street, New York, NY 10019, U.S.A.

## История
Музыкальное произведение может приносить авторам следующие пять видов доходов: 1) доходы от живого исполнения; 2) доходы от продаж нот; 3) доход на право звукозаписи на CD, DVD диски и кассеты; 4) доходы от использования произведения в качестве фоновой музыки; 5) доход от исполнения музыки в кино, телевизионных программах, рекламных роликах или на видео.
В 1930-е годы радио было основным источником трансляции музыкально-развлекательных программ, грозивших уменьшить уровень дохода от продажи грампластинок и доходы от выступлений музыкантов вживую. Американское общество композиторов, авторов и издателей стало создавать лицензионные агентства, заставляющие радиостанции приобретать лицензии, дающие некоторый фиксированный процент авторам от доходов каждой станции, независимо от того, сколько музыки было ими транслировало. В 1939 году агентства существенном увеличили долю доходов лицензиатов. Broadcast Music, Inc. была основана Национальной ассоциацией телерадиовещателей, как недорогая альтернатива агентствам, создающая конкуренцию в сфере исполнительских прав и обеспечивающая альтернативным источником лицензирования для всех пользователей. К концу 1940 года было подписано около 650 лицензионных соглашений с Broadcast Music, Inc.
Подавляющее большинство американских радиостанций и радиосетей к 1941 году отказалось продлить соглашения со специализированными агентствами и полностью положилось на Broadcast Music, Inc. В феврале 1941 года, Broadcast Music, Inc. и Министерство юстиции заключили договор, требующий определенных изменений бизнес-модели компании. Это касалось необходимости платить только за музыку, которую они на самом деле использовали, а не покупали весь комплекс услуг.
Broadcast Music, Inc. также приобрел права на многочисленные каталоги, которые выпускали независимые издатели и чьи контракты истекали в ближайшее время. Для привлечения новых авторов компания предложила песенникам и издателям фиксированную плату за их работы в расчете на их производительность. Таким образом Broadcast Music, Inc. стала первой организацией по защите авторских прав музыкантов в Соединенных Штатах. Компания представляла интересы музыкантов исполнителей и авторов таких музыкальных направлений как блюз, джаз, ритм-энд-блюз, фолк, латино, рок-н-ролл. В течение 1940-х и 1950-х годов компания была основной лицензирующей организацией в стране для музыкальных исполнителей. в дальнейшем компания расширила свою деятельность и репертуар классической музыки. В настоящее время она представляет большинство членов престижной Американской академии искусств и победителей 31 Пулитцеровской премии за выдающееся музыкальное произведение.

## Бизнес
Компания Broadcast Music, Inc. выдает лицензии пользователям музыкальных произведения (исполнение, трансляция, воспроизведение), в том числе:
- Телевидению, радиостанциям, интернет-сетям;
- Новым медиа-образованиям, включая интернет, мобильные технологии, такие как подкасты, рингтоны;
- Спутниковым аудио-сервисам;
- Ночным клубам, дискотекам отелям, барам и ресторанам;
- Симфоническим оркестрам, концертным группам, ансамблям классической и камерной музыки;
- Владельцам цифровых музыкальных автоматов;
- Исполнителям на живых концертах.

Broadcast Music, Inc. отслеживает публичные выступления около 10,5 миллионов музыкальных произведений, собирает и распределяет доход от лицензирования для этих выступлений. Её деятельность охватывает около 700 тысяч авторов песен, композиторов и музыкальных издателей. ИМТ имеет офисы в Атланте, Лондоне, Лос-Анджелесе, Майами, Нэшвилл, Нью-Йорке и Пуэрто-Рико.

## Награды
Компания Broadcast Music, Inc. ежегодно присуждает премии поэтам-песенникам, композиторам и музыкальным издателям, создателям самой исполняемой песни. Церемонии награждения проходят в странах Латинской премии, Европе, США.